# Järnvägsmännens brygga i Helsingborg
Järnvägsmännens brygga i Helsingborg har fått sitt namn efter det blivit en badplats där det först och främst var personer vid järnvägen på norra bangården som utnyttjade platsen för bad. Sedermera spreds ryktet och folk har kommit och fått se platsen bli större och större. Rangerbangården tillkom efter hand då under Oscar II:s tid planerna på byggandet av järnvägen norrut tillkom.
Efter att rangerbangården togs bort gavs denna allmänna plats till folket i staden Helsingborg och går nu under namnet Gröningen (1991). Gröningen ligger längs Strandpromenaden i Helsingborg, strax norr om Norra hamnen, och är en stor och öppen gräsyta vid kanten av Öresund. Förr fanns det bara en brygga på denna plats, men har nu blivit tre bryggor, men bara en bär namnet "järnvägsmännens brygga". Bryggorna hänger samman med ett stort trädäck. Platsen är under sommaren en samlingsplats för helsingborgare och är tillhåll för vinterbadare på vintern.
En inofficiell "klubb" finnes och går under epitet "Badbryggans vänner" och alla som trivs och hamnar på platsen är hedersmedlemmar för att bevara badkulturen och denna plats vid sundets pärla Helsingborg.